# Léger Papin
Léger Papin (3 octobre 1742 à Paris - 2 février 1821 à Paris) est un prêtre et homme politique français, député aux États généraux de 1789.

## Biographie
Il est le fils cadet de François Papin, marchand épicier à Paris, et de Marie Thérèse Teinturier. Il est devenu chanoine de Sainte Geneviève en 1762, et prieur curé de Marly-la-Ville en 1770. 
Le 2 mai 1789, il est élu député suppléant du clergé de la prévôté et vicomté de Paris aux États généraux mais le décès du titulaire lui permet de siéger à partir du 24 juin 1789. 
Il se montre partisan des idées nouvelles: il demande que les évêques et les curés soient tenus de remplir leurs fonctions en personne, et il proteste contre l'infamie qui pèse sur les familles des condamnés. Il est nommé commissaire à la fabrication des assignats. 
Il prête le serment ecclésiastique le 27 décembre 1790 après avoir déposé son serment civique sur les registres de la municipalité de Paris. Il est élu curé et procureur de la commune de Marly-la-Ville. Il s’y marie religieusement le 28 octobre 1793, puis il rend ses lettres de prêtrise. Il devient employé avant de demander sa réconciliation au cardinal Caprara. 
Après la session, il disparaît de la vie publique.
Une rue de Marly-la-Ville porte son nom.

## Sources bibliographiques
- Bernard Perrin, Léger Papin: député à l'Assemblée Constituante, 1939.
- « Léger Papin », dans Adolphe Robert et Gaston Cougny, Dictionnaire des parlementaires français, Edgar Bourloton, 1889-1891 [détail de l’édition] [texte sur Sycomore].